# إلى الأبد (مسلسل)
إلى الأبد  سلسلة مغربية من إنتاج القناة الثانية المغربية وإخراج إبراهيم شكيري سنة 2011.

## القصة
مسلسل من 10 حلقات تحكي قصة مراهقين يتيمين، ينحدران من أحد الأحياء الفقيرة والمهمشة، عاشا طفولة صعبة وكانا يتعرضان باستمرار للاضطهاد في الوسط الذي يعيشان فيه، إلى أن قررا ذات يوم الالتزام بإتفاق يقضي أن يغير كل واحد منهما وضعيته بهدف الوصول إلى قمة الهرم الاجتماعي، وذلك خلال مدة تصل إلى 15 سنة. افترق الصديقان، وبدأ كل واحد يشق طريقه نحو هذا الهدف. أحدهما استعمل الوسائل القانونية، في حين لجأ الآخر إلى الطرق غير المشروعة... وفي هذا الخضم، يعمل كل واحد منهما على وضع مخطط شيطاني لتحقيق مراده، الأمر لم يكن سهلا، فالطريق مملوءة بالتلاعبات، المكائد، العنف والحيل القذرة.

## طاقم العمل
بطولة:
- صلاح الدين بنموسى
- ياسين أحجام
- محمد قيسي
- ربيع القاطي
- هشام السلاوي
- مريم أجدو
- محمد بن إبراهيم المراكشي
- فريد الركراكي
- كليلة بونعيلات

إخراج:
- إبراهيم شكيري

إنتاج:
- القناة الثانية المغربية

## وصلات خارجية
- الموقع الرسمي للقناة المنتجة.